# Maurice Utrillo
Maurice Utrillo (Montmartre, 26 de dezembro de 1883 - Dax, 5 de novembro de 1955) foi um pintor francês.

## Biografia
Filho da pintora Suzanne Valadon. Tornou-se alcoólatra desde os 16 anos tendo sido frequente paciente de clínicas de desintoxicação nesse período. Aprendeu a desenhar e a pintar com sua própria mãe e a partir de 1903 dedicou-se inteiramente à arte. Pintou numerosas vistas de Montmartre e do suburbio parisiense. Seu estilo tornou-se pessoal, ao mesmo tempo ingênuo e refinado, com a fecunda “fase branca”(c. 1909-1915), caracterizada por uma amarga melancolia na interpretação dos locais de Montmartre. Chegou à celebridade, mas, a partir de 1923, foi enclausurado pela família, que temia seu comportamento de bêbado. Utrillo dedicou-se, então, a uma intensa produção, sobretudo de cartões-postais. Casou-se em 1935, deixou a bebida, tornou-se muito religioso e viveu seus últimos anos em grande depressão.